# Лос-Чавез (Нью-Мексико)
Лос-Чавез (англ. Los Chavez) — переписна місцевість (CDP) в США, в окрузі Валенсія штату Нью-Мексико. Населення — 4997 осіб (2020).

## Географія
Лос-Чавез розташований за координатами 34°44′0″ пн. ш. 106°45′49″ зх. д. / 34.73333° пн. ш. 106.76361° зх. д. (34.733244, -106.763589).  За даними Бюро перепису населення США в 2010 році переписна місцевість мала площу 26,49 км², уся площа — суходіл.

## Демографія
Згідно з переписом 2010 року, у переписній місцевості мешкало 5446 осіб у 1988 домогосподарствах у складі 1425 родин. Густота населення становила 206 осіб/км².  Було 2151 помешкання (81/км²).
Расовий склад населення:
| - 75,2 % — білих - 2,1 % — корінних американців - 0,8 % — чорних або афроамериканців - 0,5 % — азіатів - 0,1 % — вихідців з тихоокеанських островів - 17,1 % — осіб інших рас |

До двох чи більше рас належало 4,3 %. Частка іспаномовних становила 56,7 % від усіх жителів.
За віковим діапазоном населення розподілялося таким чином: 25,7 % — особи молодші 18 років, 61,1 % — особи у віці 18—64 років, 13,2 % — особи у віці 65 років та старші. Медіана віку мешканця становила 39,1 року. На 100 осіб жіночої статі у переписній місцевості припадало 98,0 чоловіків;  на 100 жінок у віці від 18 років та старших — 97,1 чоловіків також старших 18 років.
Середній дохід на одне домашнє господарство  становив 58 073 долари США (медіана — 52 409), а середній дохід на одну сім'ю — 62 571 долар (медіана — 58 790). Медіана доходів становила 46 135 доларів для чоловіків та 30 755 доларів для жінок. За межею бідності перебувало 24,0 % осіб, у тому числі 37,0 % дітей у віці до 18 років та 6,8 % осіб у віці 65 років та старших.
Цивільне працевлаштоване населення становило 2113 особи. Основні галузі зайнятості: освіта, охорона здоров'я та соціальна допомога — 25,5 %, будівництво — 11,7 %, роздрібна торгівля — 10,9 %.